# 無落雪建築
無落雪建築（むらくせつけんちく）とは、屋根に雪を載せたまま自然処理するかたちの、北海道・東北地方の住宅。
2018年現在では大別して「勾配付きの屋根に横桟の雪止め構造としたもの」と「ルーフフラット方式という屋根を平らにしたもの」「スノーダクト方式と言う屋根の中心にスノーダクトを持ったもの」の三種類がある。
無落雪建築における代表的方式であるスノーダクト方式では、屋根は外から見えず一見平坦な形状に見える（建物自体の外観は箱形に近い形状になる）が、実際には緩い勾配がつけられたバタフライ屋根である。特徴のひとつとして三角屋根のような氷柱ができにくい。ただし冬の風向きによっては、雪庇ができる場合もある。近年ではその対策に、屋根部分に電熱線などを仕込む施工例もある。屋根上の雪は自身の重みや物体熱などで自然に融けた分がダクトを通して排出される。そのため、ゴミがたまりやすい排水部分のメンテナンスも重要である。積雪期間、屋根にはある程度の雪が載ったままのため、それに耐えうる構造が求められる。
その後無落雪建築は本州にも広がり、2014年現在青森市では金融機関から貸付を受けて無落雪屋根を設置する際に、その利子の全部または一部を市が負担する支援制度がある。
なお、スノーダクト方式は東北地方でも主に青森県津軽地方や秋田県内陸北部（一部は横手市などの内陸南部）などに多く、岩手（西和賀地域は除く）、宮城、福島などでは殆ど見かけることはない。